# Campeonato GB4
O Campeonato GB4 (em inglês: GB4 Championship) é uma categoria de fórmula baseada e disputada no Reino Unido. O campeonato é chancelado pela MotorSport Vision (MSV) com apoio do Clube Britânico de Pilotos de Corrida (BRDC), sendo voltado a jovens pilotos que se graduaram no karting ou na Fórmula Ford. O campeonato foi anunciado em setembro de 2021 e teve sua primeira etapa em Snetterton, em abril de 2022.

## História
A categoria foi lançada em setembro de 2021, sendo projetada como uma alternativa de baixo custo para a Fórmula 4. Um total de 12 equipes demonstraram interesse de disputar a primeira temporada em 2022.
A primeira etapa aconteceu no Circuito de Snetterton em 2 de abril de 2022, tendo sido vencida por Nikolas Taylor pela Fortec Motorsports. Taylor também foi o primeiro campeão da categoria, com Tom Mills vencendo em 2023. Em 2024, o sueco Linus Granfors se tornou o primeiro não-britânico campeão da GB4.
Uma característica distintiva da GB4 é o número relativamente alto de competidoras femininas e a competitividade destas. Em 2022, a canadense Megan Gilkes foi a primeira a vencer uma prova da categoria, já na terceira corrida do ano, e ela repetiu o resultado em Donington, onde também fez a primeira pole dela e de uma mulher na GB4. Em 2024, quatro das 21 participantes eram mulheres, com Alisha Palmowski se destacando por ser a vice-campeã. Ela recebeu um prêmio de £ 30.000 a ser usado para ajudar a financiar a vaga na F1 Academy em 2025.

## Carro
O Campeonato GB4 utiliza somente um modelo de carro, o F4T-014, que é produzido pela italiana Tatuus, sendo um monocoque em fibra de carbono. Esse carro é utilizado por vários campeonatos de Fórmula 4 pelo mundo. O carro é propulsado por um motor Autotechnica Motori (nomeado como Abarth) FTJ 1.4L 4-cil, gerando 162 cv (119 kW), sendo acoplado a uma transmissão Sadev, semiautomática de seis velocidades e calçando pneus Pirelli.
A partir de 2025, a GB4 apresentará o Tatuus MSV GB4-025, uma versão modificada do Tatuus MSV-022, usado pelo Campeonato GB3 de 2022 a 2024. O novo chassi contará com um motor Mountune 2.0L.

## Pontuação
Pontos são concedidos aos 20 primeiros do grid na primeira e segunda bateria, a terceira bateria tem pontos concedidos somente aos primeiros 15 do grid. A terceira bateria tem o grid formado pela ordem inversa do resultado da qualificação, com pontos extras concedidos para pilotos que ganharam posições a frente de sua posição original na qualificação.
| Baterias | Posição | Posição | Posição | Posição | Posição | Posição | Posição | Posição | Posição | Posição | Posição | Posição | Posição | Posição | Posição | Posição | Posição | Posição | Posição | Posição |
| Baterias | 1º      | 2º      | 3º      | 4º      | 5º      | 6º      | 7º      | 8º      | 9º      | 10º     | 11º     | 12º     | 13º     | 14º     | 15º     | 16º     | 17º     | 18º     | 19º     | 20º     |
| -------- | ------- | ------- | ------- | ------- | ------- | ------- | ------- | ------- | ------- | ------- | ------- | ------- | ------- | ------- | ------- | ------- | ------- | ------- | ------- | ------- |
| 1 e 2    | 35      | 29      | 24      | 21      | 19      | 17      | 15      | 13      | 12      | 11      | 10      | 9       | 8       | 7       | 6       | 5       | 4       | 3       | 2       | 1       |
| 3        | 20      | 17      | 15      | 13      | 11      | 10      | 9       | 8       | 7       | 6       | 5       | 4       | 3       | 2       | 1       |         |         |         |         |         |

## Campeões
| Ano  | Piloto         | Equipe             | Poles | Vitórias | Pódios | V.M.R. | Pontos | Conquistado      | Margem |
| ---- | -------------- | ------------------ | ----- | -------- | ------ | ------ | ------ | ---------------- | ------ |
| 2022 | Nikolas Taylor | Fortec Motorsports | 9     | 9        | 14     | 10     | 546    | Corrida 24 de 24 | 50     |
| 2023 | Tom Mills      | KMR Sport          | 10    | 10       | 14     | 7      | 505    | Corrida 21 de 24 | 111    |
| 2024 | Linus Granfors | Fortec Motorsports | 3     | 6        | 10     | 3      | 467    | Corrida 20 de 21 | 45     |

## Circuitos
- Em negrito, os circuitos utilizados na temporada 2025

| Circuitos      | Etapas | Anos          |
| -------------- | ------ | ------------- |
| Silverstone    | 6      | 2022–presente |
| Donington Park | 6      | 2022–presente |
| Snetterton     | 4      | 2022–presente |
| Oulton Park    | 3      | 2022–presente |
| Brands Hatch   | 3      | 2022–presente |